# Avenida Lacarra
La avenida Lacarra es una arteria vial de la Ciudad de Buenos Aires, Argentina. Debe su nombre al militar argentino Martín Lacarra.

## Recorrido
Lacarra nace en la Avenida Rivadavia en el barrio de Vélez Sársfield (Buenos Aires), cerca de las vías del ferrocarril Sarmiento y a mitad de camino entre las estaciones Floresta y Villa Luro. Es la continuación de la calle Carrasco una vez traspuesta Rivadavia. Su sentido de circulación es de sudeste a noroeste, y la numeración de la avenida aumenta hacia el sudeste.
La avenida posee un trazado casi completamente recto, a lo largo del cual discurre por el barrio de Vélez Sarsfield y al trasponer la intersección de la Avenida Directorio ingresa al barrio de Parque Avellaneda, siendo además el límite este del parque. Luego de su paso por el parque, a unos 200 metros se halla la intersección de la Avenida Eva Perón, lugar donde mediante una rotonda y puente Lacarra pasa por encima de la traza de la Autopista Perito Moreno.
En este corto tramo Lacarra posee accesos a la Autopista 25 de Mayo, la Avenida Perito Moreno y la Avenida Dellepiane. Su continuación es la Autopista Presidente Héctor José Cámpora.
Ya en su último tramo sirve como calle colectora de la Autopista Cámpora, primero siendo la colectora oeste hasta la intersección con la Avenida Castañares, y ya desde ese punto como colectora este hasta llegar a la Avenida Coronel Roca, donde finalmente termina.

## Características
La Avenida Lacarra presenta diferentes características a lo largo de su recorrido. La esquina de Avenida Rivadavia y Lacarra (con Olivera) es un importante nudo de combinación de colectivos que se dirigen hacia el centro de la ciudad, el oeste y noroeste del Gran Buenos Aires, y el Partido de La Matanza. A los pocos metros la cara de la avenida cambia y se transforma casi en una calle de barrio, para cambiar su perfil nuevamente cuando se convierte en el límite perimetral del Parque Avellaneda, con un fuerte perfil residencial. En su penúltimo tramo, entre Avenida Eva Perón y su desembocadura en la autopista Cámpora, es una calle de alto tránsito que sirve principalmente como vía de conexión suplementaria al nudo conocido como "de las 4 autopistas". Y ya en su último tramo sirve como colectora de la ya mencionada autopista, hasta su definitivo fin en el cruce con la Avenida Coronel Roca.